# Evy Van Damme
Evy Van Damme (Lokeren, 29 maart 1980) is een gewezen Belgisch wielrenster. Het grootste deel van haar carrière reed ze voor Topsport Vlaanderen. Ze werd twee keer Belgisch kampioen bij de elite. Ook bij de Nieuwelingen won ze het BK. In 2002 greep ze net naast een Belgische titel in het tijdrijden.
Evy Van Damme was van 2004 tot 2013 getrouwd met wielrenner Nick Nuyens. Ze is ook de zus van wielrenster Charlotte Van Damme en de nicht van voetballer Jelle Van Damme

## Belangrijkste overwinningen
1996
- Belgisch kampioene op de weg, Nieuwelingen

2000
- Belgisch kampioene op de weg, Elite

2001
- Belgisch kampioene op de weg, Elite

2002
- Ottergem

- Outrijve
- Willebroek
- Moorslede

2003
- 2e etappe Tour de Feminin - Krásná Lípa (CZE)

2006
- Oostmalle
- Waasmunster